# Woodfordia
Pour les articles homonymes, voir Woodfordia (homonymie).
Genre
Le genre Woodfordia regroupe deux espèces de zostérops, oiseaux appartenant à l'ordre des passereaux et à la famille des Zosteropidae. Elles sont toutes les deux endémiques des îles Salomon.

## Liste des espèces
D'après la classification de référence (version 2.2, 2009) du Congrès ornithologique international (ordre phylogénique) :
- Woodfordia superciliosa – Zostérops de Woodford
- Woodfordia lacertosa – Zostérops de Sanford